# البرت دو روکر
البرت دو روکر (انگلیسی: Albert De Roocker; ۲۵ ژانویهٔ ۱۹۰۴ – ۸ مارس ۱۹۸۹) ورزشکار شمشیربازی اهل بلژیک بود.
وی در مسابقات کشوری و بین‌المللی در مجموع برندهٔ ۱ مدال نقره شده‌است.